# Dayton (Iowa)
Dayton – miasto w Stanach Zjednoczonych, w stanie Iowa, w hrabstwie Webster. 

## Demografia
Zgodnie ze spisem statystycznym z 2000, miasto liczyło 884 mieszkańców. W 2023 liczba mieszkańców spadła do 759 osób, a gęstość zaludnienia do 345 osób/km².